# تنظيم الدولة الإسلامية - ولاية الجزائر
تنظيم الدولة الإسلامية - ولاية الجزائر هو فرع من تنظيم الدولة الإسلامية ينشط بالجزائر. كانت المجموعة تُعرف سابقا باسم جند الخلافة في أرض الجزائر.
تزَعَّمَ الجماعة «عبد المالك قوري» المدعو«خالد أبو سليمان» (المولود سنة 1977)، وهو مسؤول كتيبة «الهدى» سابقا، وينحدر من بومرداس بشمال الجزائر.
وقد فرضت جماعة «جند الخلافة» الجزائرية اسمها على ساحة الإعلام الدولي بعد إعلانها خطف مواطن فرنسي الإثنين 22 سبتمبر 2014. وكانت هذه الجماعة المتشددة أعلنت مبايعتها لتنظيم الدولة الإسلامية قبل أيام من الاختطاف.

## التاريخ

### تنظيم القاعدة في المغرب الإسلامي
كان تنظيم ولاية الجزائر فصيل سابق ضمن تنظيم القاعدة في المغرب الإسلامي التابع لتنظيم القاعدة في شمال وغرب أفريقيا. نمت الجماعات الإسلامية المتشددة والمتطرفة في الجزائر وعرفت موطن قدم لها عندما شاركت في الحرب الأهلية عام 1990. كان عبد المالك قوري (زعيم جند الخلافة في وقت لاحق) «اليد اليمنى» لأبي مصعب عبد الودود زعيم التنظيم وقتها. كان القوري أيضا جزءا من خلية لتنظيم القاعدة ببلاد المغرب الإسلامي مسؤولة عن الهجمات الانتحارية في مقر مجمع الأمم المتحدة في العاصمة الجزائرية عام 2007، كما أنه كان وراء هجوم إبودرارن (حوالي 50 كلم جنوب شرق تيزي وزو وعلى بعد 120 كيلومتراً شرقي العاصمة) في 20 أبريل 2014 والذي خلف مقتل 14 جندي.

### جند الخلافة
في 14 سبتمبر 2014 أعلن زعيم القاعدة في بلاد المغرب الإسلامي خالد أبو سليمان في بيان رسمي له؛ أنه «كسر» الولاء مع تنظيم القاعدة وأقسم بالولاء لزعيم تنظيم الدولة الإسلامية (داعش) وقتها أبو بكر البغدادي.

### ولاية الجزائر
في 13 نوفمبر 2014 أعلنَ أبو بكر البغدادي قبول البيعة وإلغاء اسم الجماعة وإعلانها ولاية تابعة للتنظيم. قائلاً: «إننا نبشركم (يخاطب أتباعه) بإعلان تمدد الدولة الإسلامية إلى بلدان جديدة، إلى الجزائر وليبيا ومصر وبلاد الحرمين واليمن، ونعلن قبول بيعة من بايعنا من إخواننا في تلك البلدان، وإلغاء أسماء الجماعات فيها، وإعلانها ولايات جديدة للدولة الإسلامية، وتعيين ولاة عليها.»
في ديسمبر من عام 2014؛ قُتل الجوري على يد قوات الأمن الجزائرية. كما قُتل أكثر من 20 من أعضاء المجموعة في مايو 2015، بما في ذلك عدد من القادة خلال غارة عسكرية.

### تحولها إلى خلية نائمة
ومع كثرة الغارات الجوية ومقتل العديد من عناصرها لم يعُد للمجموعة أيُّ نشاطات كبيرة، وباتت تُصنَّف من الخلايا السرية النائمة.

## الجدول الزمني
- أبريل 2014: نصب تنظيم جند الخلافة كمين لقافلة جنود تابعة للجيش الجزائري في إبودرارن مما تسبب في مقتل 14 جندي.
- 14 سبتمبر 2014: أعلن تنظيم جند الخلافة الذي يترأسه الزعيم خالد أبو سليمان عن انشقاقه عن تنظيم القاعدة في بلاد المغرب الإسلامي ثم تعهد بالولاء لأبي بكر البغدادي زعيم تنظيم الدولة الإسلامية (داعش) وقتها.
- 21 سبتمبر 2014: اختطف مجموعة من عناصر تنظيم جند الخلافة المواطن الفرنسي إيرفيه غورديل في الحديقة الوطنية جرجرة في الجزائر.
- 22 سبتمبر 2014: نشر تنظيم جند الخلافة فيديو يظهر فيه احتجاز إيرفيه غورديل ووضعه كرهينة. خلال نفس الفيديو ذكر بعض عناصر التنظيم أن عملية الاختطاف جاءت كرد فعل على عملية الشمال التي تنوي القيام بها ثم هددوا بقطع رأسه إذا ما استمرت فرنسا في شن الغارات الجوية ضد داعش.
- 24 سبتمبر 2014: نشرت نفس المجموعة فيديو يظهر فيه إيرفيه غورديل وهو مذبوح. وخلال نفس الفيديو ذكر المسلحون أن ذبح المواطِن الفرنسي جاء ردا على طلب من المتحدث الرسمي السابق باسم داعش أبو محمد العدناني والذي دعا أتباعه إلى مهاجمة مواطني الدول الأعضاء في التحالف الذي يهدف إلى مكافحة داعش.
- أكتوبر 2014: تمكن واحد من المتشددين المسؤولين عن ذبح إيرفيه غورديل من قتل جندي جزائري خلال عملية عسكرية للجيش.[15]
- 11 ديسمبر 2014: ذكرت وزارة العدل الأمريكية أن جنود الجيش الجزائري قد تمكنوا من قتل اثنين من تنظيم ولاية الجزائر يُعتقد أنهما شاركا في قتل إيرفيه غورديل.
- 20 ديسمبر 2014: قُتل ثلاثة جنود جزائريين على يد أعضاء من تنظيم ولاية الجزائر في الجبال القريبة من سيدي داود.
- 22 ديسمبر 2014: قُتل الزعيم عبد المالك قوري واثنين من المسلحين على يد الجيش الجزائري في عملية عسكرية في يسر. تمكنت بعد ذلك القوات الجزائرية من حجز اثنين من البنادق الآلية، أحزمة ناسفة وكمية كبيرة من الذخيرة وهواتف نقالة.
- 28 أبريل 2015: قتل الجيش الجزائري خمسة من مسلحي ولاية الجزائر في كمين في منطقة تيزي وزو شرق الجزائر العاصمة.[16]
- 20 مايو 2015: نصبت قوات الأمن الجزائرية كمين لفرع التنظيم في الجزائر خلال قيامهم باجتماع سري مما نجم عنه مقتل ما لا يقل عن 21 مقاتلا وأسر اثنين آخرين.[17]
- 20 فبراير 2016: ادعى تنظيم ولاية الجزائر قتل ثلاثة جنود جزائريين في جبل شكشوط في البويرة، لكن الحكومة الجزائرية نفت هذه المزاعم.[18]